# 르망 24시

르망 24시의 로고

르망 24시(프랑스어: 24 heures du Mans, The 24 Hours of Le Mans)는 스포츠 자동차 내구 경주이다. 프랑스 내 지역 자동차 협회인 오토 클럽 드 뤠스트〔프랑스어: Automobile Club de L'Ouest, ACO〕가 주관하고 매년 6월 프랑스 르망에서 가까운 라 샤르트 경주장〔프랑스어: Circuit de la Sarthe〕에서 개최된다. 6월은 상징성을 띠는데 1923년 5월 26일과 27일 첫째 르망 24시 대회가 개최된 후로 몇 회를 제외하고 매년 6월에 대회가 개최돼 왔다.

## 경주 개요

라 샤르트 경주장

내구성 비교를 목적하는 경주인 르망 24시는 24시간 누가 더 멀리 갔는지를 가리는 시합이다. 여타 경주에서처럼 누가 먼저 결승점을 통과하는지를 가리지 않는 점이 특별하다. 1966년 대회에서는 이런 취지가 더 강조되었는데 멋지게 사진 촬영하고자 저속으로 똑같이 결승점을 통과해 오던 1위·2위 팀의 순위를 가리고자 심지어 출발 지점에서의 거리 차를 감안하여 순위가 가려지게 될 정도였다(참가자들은 출발선에서 일렬로 대기하다가 순차 출발하기에 거리 차 발생).
순위는 참가자들이 24시간 각자 결승점을 통과한 결과를 토대로, 그 통과 횟수[한 바퀴 13.48 km]로써 산정한다. 횟수가 같으면, 언급된 대로 출발선 거리도 감안. 24시간이 지나면 주행 중인 당해 랩의 결승점이 최종 결승점으로 인정된다(그로 말미암은 편법이 발생하여 규정이 강화했는데 이전 결승점 통과 시간에서 한 시간을 경과하지 않은 때로 제한되었다).
경주는 상설 경주로가 아닌 아닌 임시 경주로상에서 치러진다. 경주로는 13킬로미터(8.1마일) 길이로 대부분 시골길로 이루어져 있다. 해가 지날수록 몇 몇 구간은 특별히 건설된 여러 도로로 대치되었다. 일예로 포르셰 커브[Porsche Curves] 구간이 있는데 빌딩 사이로 이루어진 메종 블랑쉬[Maison Blanche] 구간이 너무 위험해 이를 피하고자 포르쉐 커브 구간이 건설되었다. 상설 경주로인 부가티 경주로[Bugatti Circuit]는 출발선이나 결승선에 있는 시설물 주위에 있다.
대회 초기 수년간은 차량당 운전자 1명만이 출전이 가능했지만, 그 후로 출전 차량당 운전자 2명이 팀을 이룰 수 있었다. 1970년에서 오늘날까지, 르망 24시는 운전자 3명이 한 팀을 이루어야 출전할 수 있다.
또한 운전자 한 명이 총 주행시간 14시간을 초과해서는 안된다.

### 경주 속도

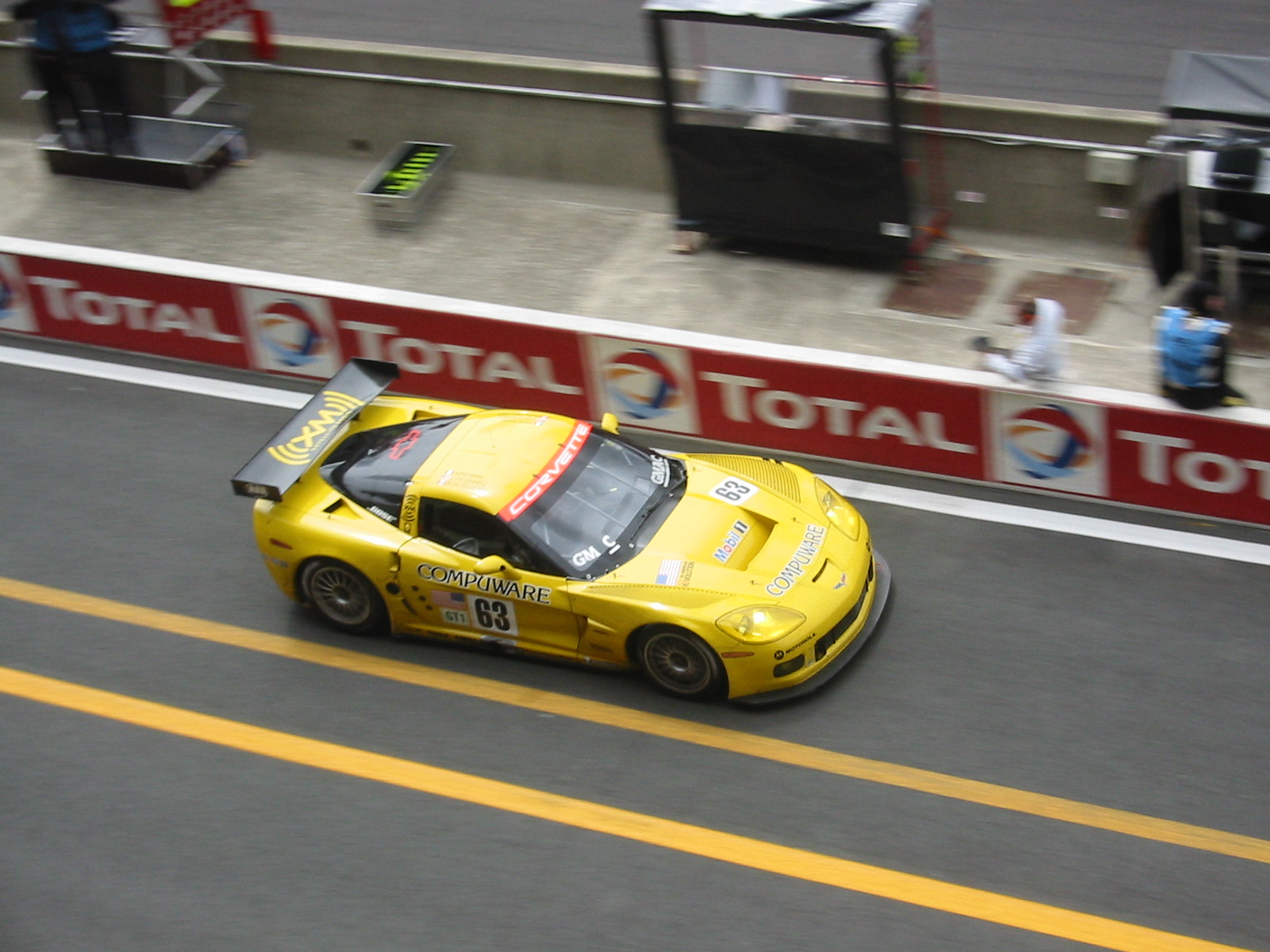
2005년 대회에서 연습 주행 중인 쉐보레 콜벳 C6-R

르망 24시에서의 경주용 자동차들은 직선 경주로에서 경이로운 속도로 주행한다.
자동차 기술이 발전하여 최고 속도는 점증해 1971년 포르쉐 917 LH은 최고 시속 386.004킬로미터(시속 239.852마일)에 도달하기도 했으나 전반에 걸쳐 1970년대에는 차체 크기와 엔진 마력을 제한하는 새로운 규정으로 말미암아 참가한 여러 차량의 최고 속도는 감소하였는데 공기역학이 발전하면서 엔지니어들은 다운포스를 증가시켜 커브 구간에서의 속도 감소를 줄이면서 평균 속도는 오히려 증가한 발전은 차량과 운전자에게 스트레스를 줄여 주는 효과를 주게 된다. 이는 특히 르망 24시와 같은 내구 자동차 경주에서는 대단히 중요한 잇점으로 작용하나 1980년대 들어 최고 속도가 재증가한다. 1988년 터보차저가 장착된 PRV 엔진을 장착한 WM P87가 무려 시속 405킬로미터(시속 251.7마일)에 도달한 이 기록은 당시 참가팀이 자본을 유치하고자 언론에 주목받으려고 했으므로 그리 주목받지 못했다. WM P87은 최고 속도를 내고자 튜닝되었을 뿐, 최고 속도에 도달한 직후 엔진이 고장 났다.
이듬해 특별히 튜닝되지 않은 자우버 메르세데스 C9(Sauber Mercedes C9)가 시속 400킬로미터에 도달하기도 했다. 1990년에는 뮬산 스트레이트에 시케인이 2개가 설치되고 나서 320~340Km/h 이상의 최고속도가 나오지 않게 됐다.

## 역대 우승자
- 1923년 - 앙드레 라가슈(프랑스어: Andre' Lagache) / 르네 네오나르(프랑스어: Rene' Leonard) (캐너드-월커(Chenard-Walcker))
- 1924년 - 존 더프(John Duff) / 프랭크 클레멘트(Frank Clement) (벤틀리 3.0)
- 1925년 - 제라르 꾸흐셀(프랑스어: Ge'rard de Courcelles) / Andre' Rossignol (Lorraine-Dietrich)
- 1926년 - 로보트 블록(Robert Bloch) / 앙드레 로시뇰(프랑스어: Andre' Rossignol) (로레인-디트리히(Lorraine-Dietrich))
- 1927년 - John Benjafield / Sammy Davis (벤틀리 3.0)
- 1928년 - Woolf Barnato / Bernard Rubin (Bentley 4.5)
- 1929년 - Woolf Barnato / Tim Birkin (Bentley 6.5)
- 1930년 - Woolf Barnato / Glen Kidston (Bentley 6.5)
- 1931년 - Earl Howe / Tim Birkin (Alfa Romeo 8C)
- 1932년 - Raymond Sommer / Luigi Chinetti (Alfa Romeo 8C)
- 1933년 - Raymond Sommer / Tazio Nuvolari (Alfa Romeo 8C)
- 1934년 - Luigi Chinetti / Philippe Etancelin (Alfa Romeo 8C)
- 1935년 - John Hindmarsh / Louis Fontes (Lagonda M45R)
- 1936년 - 대회 없음
- 1937년 - Jean-Pierre Wimille / Robert Benoist (부가티 타입 57G)
- 1938년 - Euge`ne Chaboud / Jean Tre'moulet (Delahaye 135M)
- 1939년 - Jean-Pierre Wimille / 피에르 베이론(Pierre Veyron) (부가티 타입 57)
- 1940년 - 1948년 : 제2차 세계 대전으로 대회 없음
- 1949년 - Luigi Chinetti / Lord Selsdon (Ferrari 166MM)
- 1950년 - Louis Rosier / Jean-Louis Rosier (Talbot-Lago)
- 1951년 - 피터 워크(Peter Walker) / 피터 화이트헤드(Peter Whitehead) (재규어 XK120C)
- 1952년 - Hermann Lang / Fritz Riess (Mercedes-Benz 300SL)
- 1953년 - Tony Rolt / Duncan Hamilton (재규어 C-타입)
- 1954년 - Jose' Froila'n Gonza'lez / Maurice Trintignant (Ferrari 375)
- 1955년 - Mike Hawthorn / Ivor Bueb (재규어 D-타입)
- 1956년 - Ron Flockhart / Ninian Sanderson (재규어 D-타입)
- 1957년 - Ron Flockhart / Ivor Bueb (재규어 D-타입)
- 1958년 - Olivier Gendebien / Phil Hill (Ferrari 250TR)
- 1959년 - Carroll Shelby / Roy Salvadori (Aston Martin DBR1)
- 1960년 - Olivier Gendebien / Paul Fre`re (Ferrari TR60)
- 1961년 - Olivier Gendebien / Phil Hill (Ferrari TR61)
- 1962년 - Olivier Gendebien / Phil Hill (Ferrari 330LM)
- 1963년 - Ludovico Scarfiotti / Lorenzo Bandini (Ferrari 250P)
- 1964년 - Jean Guichet / Nino Vaccarella (Ferrari 275P)
- 1965년 - Jochen Rindt / Masten Gregory (Ferrari 275LM)
- 1966년 - 브루스 맥라렌(Bruce McLaren) / 크리스 아몬(Chris Amon) (포드 GT40 Mk.II)
- 1967년 - 댄 거니(Dan Gurney) / A. J. 포잇(A.J. Foyt) (포드 GT40 Mk. IV)
- 1968년 - 페드로 로드리게스(Pedro Rodriguez) / 뤼시엥 비앙키(Lucien Bianchi) (포드 GT40)
- 1969년 - 잭키 이크스(Jacky Ickx) / 잭키 올리버(Jackie Oliver) (포드 GT40)
- 1970년 - Hans Herrmann / Richard Attwood (Porsche 917K)
- 1971년 - Helmut Marko / Gijs van Lennep (Porsche 917K)
- 1972년 - Henri Pescarolo / Graham Hill (Matra MS670)
- 1973년 - Henri Pescarolo / Ge'rard Larrousse (Matra MS670B)
- 1974년 - Henri Pescarolo / Ge'rard Larrousse (Matra MS670B)
- 1975년 - Jacky Ickx / Derek Bell (Mirage GR8)
- 1976년 - Jacky Ickx / Gijs van Lennep (Porsche 936)
- 1977년 - Jacky Ickx / Hurley Haywood / Ju"rgen Barth (Porsche 936)
- 1978년 - Jean-Pierre Jaussaud / Didier Pironi (Renault Alpine A 442)
- 1979년 - Klaus Ludwig / Bill Whittington / Don Whittington (Porsche 935)
- 1980년 - Jean Rondeau / Jean-Pierre Jaussaud (Rondeau M379B)
- 1981년 - Jacky Ickx / Derek Bell (Porsche 936)
- 1982년 - Jacky Ickx / Derek Bell (Porsche 956)
- 1983년 - Vern Schuppan / Al Holbert / Hurley Haywood (Porsche 956)
- 1984년 - Klaus Ludwig / Henri Pescarolo (Porsche 956)
- 1985년 - Klaus Ludwig / Paolo Barilla/ John Winter (Porsche 956)
- 1986년 - Derek Bell / Hans-Joachim Stuck / Al Holbert (Porsche 962C)
- 1987년 - Derek Bell / Hans-Joachim Stuck / Al Holbert (Porsche 962C)
- 1988년 - Jan Lammers / Johnny Dumfries / Andy Wallace (재규어 XJR-9LM)
- 1989년 - Jochen Mass / Manuel Reuter / Stanley Dickens (Sauber-Mercedes)
- 1990년 - John Nielsen / Price Cobb / Martin Brundle (재규어 XJR-12)
- 1991년 - Volker Weidler / Johnny Herbert / Bertrand Gachot (Mazda 787B)
- 1992년 - Derek Warwick / Yannick Dalmas / Mark Blundell (Peugeot 905)
- 1993년 - Gary Brabham / Christophe Bouchut / Eric He'lary (Peugeot 905)
- 1994년 - Yannick Dalmas / Hurley Haywood / Mauro Baldi (Dauer-Porsche 962LM)
- 1995년 - Yannick Dalmas / 제이 제이 레토(J.J. Lehto) / Masanori Sekiya (McLaren F1 GTR BMW-V12)
- 1996년 - Manuel Reuter / Davy Jones / Alexander Wurz (TWR-Porsche)
- 1997년 - Michele Alboreto / Stefan Johansson / 톰 크리스텐센(Tom Kristensen) (TWR-Porsche)
- 1998년 - Laurent Aiello / Allan McNish / Ste'phane Ortelli (Porsche 911 GT1)
- 1999년 - Pierluigi Martini / Yannick Dalmas / Joachim Winkelhock (BMW V12 LMR)
- 2000년 - 프랑크 비엘라(Frank Biela) / 톰 크리스텐센 / 에마뉴엘 피로(Emanuele Pirro) (조에스트 레이싱 아우디 R8)
- 2001년 - 프랑크 비엘라 / 톰 크리스텐센 / 에마누엘레 피로 (아우디 R8)
- 2002년 - 프랑크 비엘라 / 톰 크리스텐센 / 에마누엘레 피로 (아우디 R8)
- 2003년 - 톰 크리스텐센 / 리날도 카펠로(Rinaldo Capello) / Guy Smith (Bentley Speed 8)
- 2004년 - 세이지 아라(Seiji Ara) / 톰 크리스텐센 / 리날도 카펠로 (아우디 R8)
- 2005년 - 제이 제이 레토 / 마르코 베르너(Marco Werner) / 톰 크리스텐센 (아우디 R8)
- 2006년 - 에마누엘레 피로/ 마르코 베르너/ 프랑크 비엘라 (아우디 R10)
- 2007년 - 마르코 베르너/ 에마누엘레 피로/ 프랑크 비엘라 (아우디 R10)
- 2008년 - 앨런 맥니시/ 톰 크리스텐센/ 리날도 카펠로 (아우디 R10)
- 2009년 - 마르크 헤네/ 알렉스 부르츠/ 데이비드 브라함 (푸조 908HDi FAP)
- 2010년 - 로맹 뒤마/ 티모 베른하르트/ 마이크 로켄펠러 (아우디 R15 TDI Plus)
- 2011년 - 앙드레 로텔러/ 마르셀 패슬러/ 브누아 트렐뤼에 (아우디 R18 TDI)
- 2012년 - 앙드레 로텔러/ 마르셀 패슬러/ 브누아 트렐뤼에 (아우디 R18 e-tron 콰트로)
- 2013년 - 앨런 맥니시/ 톰 크리스텐센/ 로익 뒤발 (아우디 R18 e-tron 콰트로)
- 2014년 - 앙드레 로텔러/ 마르셀 패슬러/ 브누아 트렐뤼에 (아우디 R18 e-tron 콰트로)
- 2015년 - 니코 휠켄베르크 / 얼 뱀버 / 닉 탠디 (포르쉐 919 하이브리드)
- 2016년 - 로맹 뒤마 / 닐 야니 / 마크 리브 (포르쉐 919 하이브리드)
- 2017년 - 티모 베른하르트 / 얼 뱀버 / 브랜든 하틀리 (포르쉐 919 하이브리드)

## 같이 보기
- FIA 세계 내구 선수권 대회